# Electro
Electro (prescurtare de la fie electro-funk sau electro-boogie) este un gen de muzică dance electronică, direct influențată de utilizarea sintetizatorului de ritm TR-808, și a funk-ului. Înregistrările din acest gen au de obicei, sintetizatoare de ritm și sunete electronice grele, de obicei fără voce, deși dacă vocalul este prezent, el este livrat într-o manieră inexpresivă, de multe ori printr-o distorsionare electronică cum ar fi vocoding-ul. Aceasta este principala distincție a electro-ului față de genurile anterioare proeminente, cum ar fi disco, în care sunetul electronic este doar o parte din instrumental de bază, mai degrabă decât întregul cântec.

## Artiști

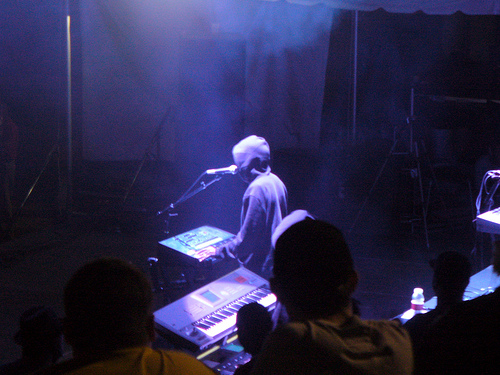
Juan Atkins interpretind cu Model 500 în 2007

| - Afrika Bambaataa - Aux 88 - Anthony Rother - Arabian Prince - Arthur Baker - Cybotron - Cylob - Daft Punk - Davy DMX - DMX Krew - Dopplereffekt - Drexciya - Dynamix II - Egyptian Lover - Freeez - Hashim - Imatran Voima - I-F - Jackal & Hyde - Jonzun Crew | - Kraftwerk - LA Dream Team - Maggotron - Man Parrish - Mantronix - Michael Jonzun - Midnight Star - Model 500 - Mr Velcro Fastener - Music Instructor - Newcleus - Warp 9 - Planet Patrol - Ryuichi Sakamoto - Scape One - Tyrone Brunson - Volsoc - World Class Wreckin' Cru - Yellow Magic Orchestra |